# 山田湾

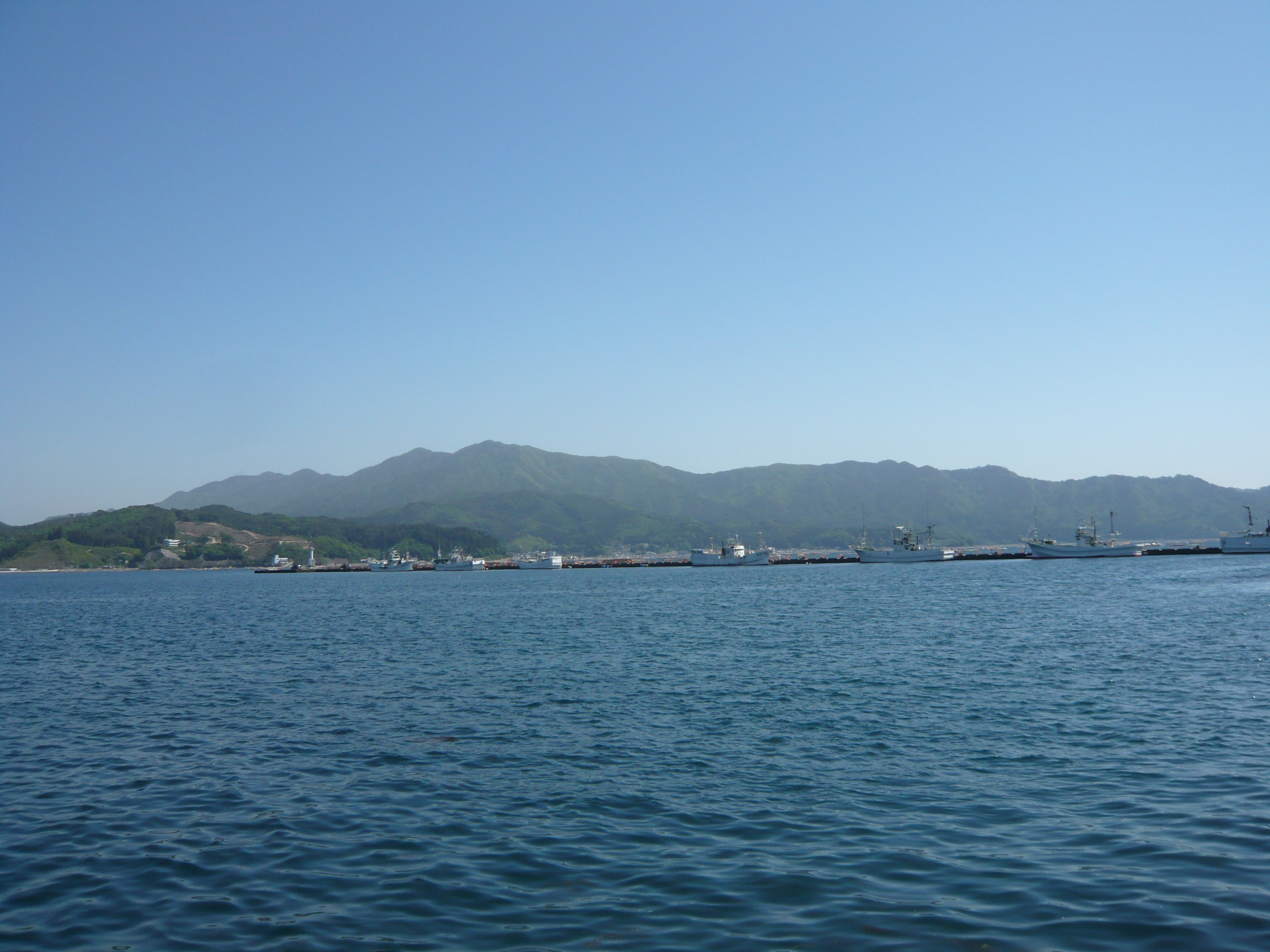
山田湾と山田港（2013年（平成25年）6月1日）

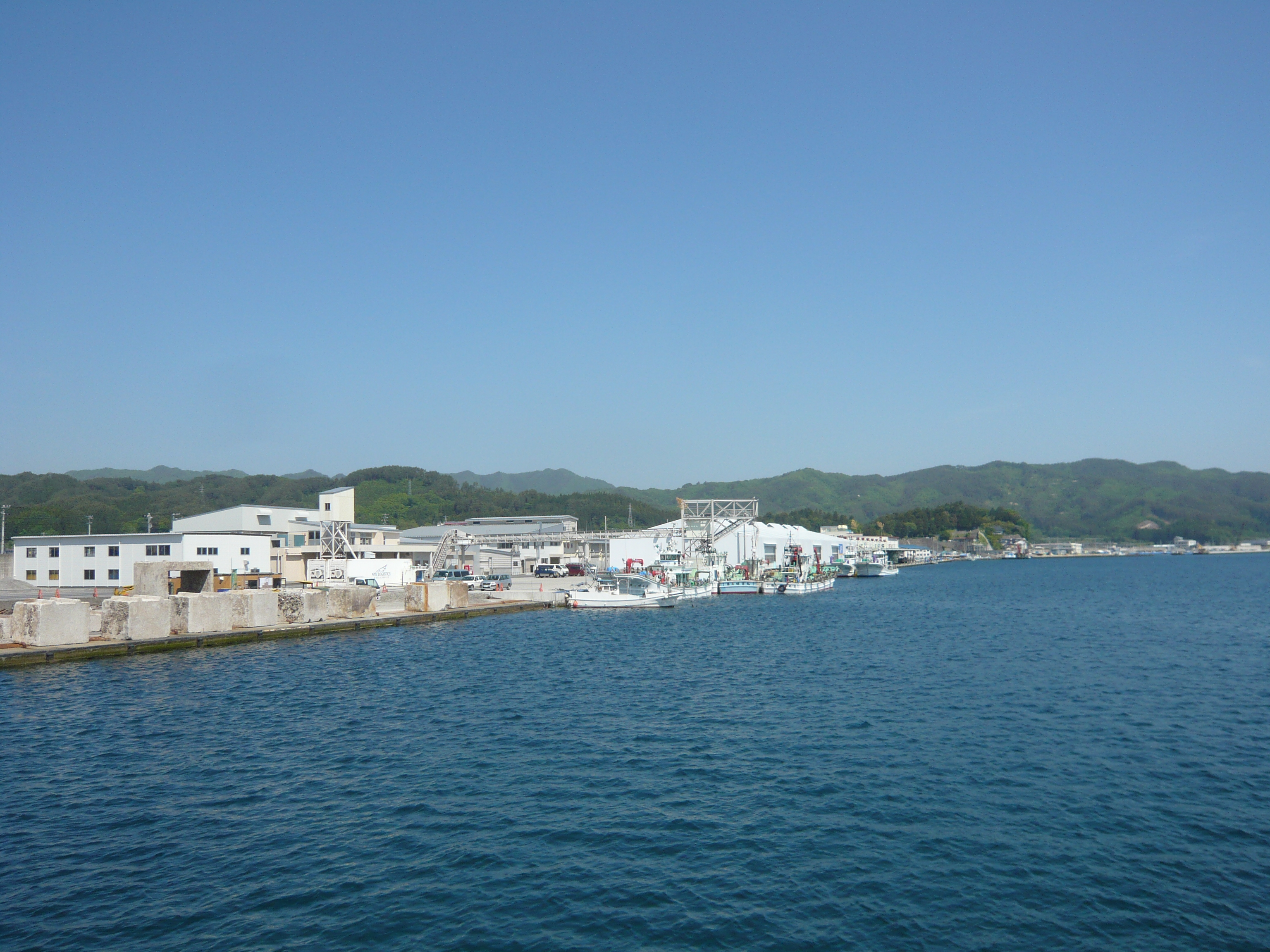
山田湾と山田港（2013年（平成25年）6月1日）

山田湾（やまだわん）は岩手県東部（下閉伊郡山田町）にある湾。三陸海岸北部にあるリアス式海岸であり、北東方向に伸び、太平洋に面している。

## 概要
重茂半島の岩手県宮古市根滝三角点（根滝山）と船越半島の下閉伊郡山田町小根ヶ埼を結ぶ線より陸側にある海域。湾口幅3.94km、面積31.96km2、湾内最大水深90mである。
湾奥には大島（別名オランダ島）と小島がある。オランダ島の由来は江戸時代初期にオランダ船が来航したことにちなんでいる。オランダ島は無人島であるが、海水浴場があり夏季には定期船が運航される。水産資源としてカキ・ホタテ・ホヤなどの養殖が盛んである。
沿岸に平野部は少なく、関口川や織笠川などが流入している。また、湾奥には山田港があり、山田町の中心市街地が広がっている。